# Petteri Orpo

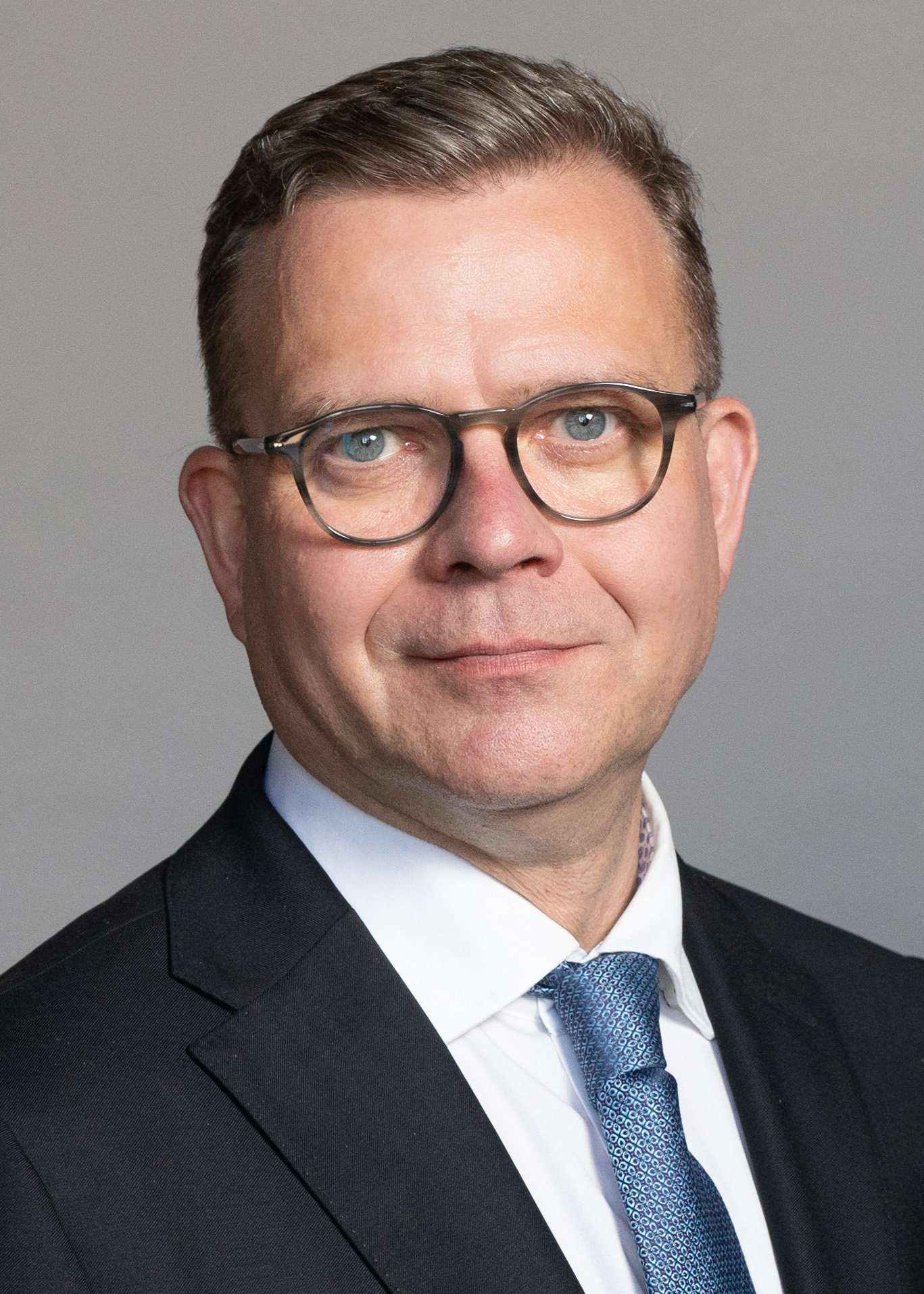
Petteri Orpo (2023)

Antti Petteri Orpo (* 3. November 1969 in Köyliö) ist ein finnischer Politiker. Er ist Vorsitzender der Nationalen Sammlungspartei (KOK) und seit dem 20. Juni 2023 Ministerpräsident der Republik Finnland. Von 2016 bis 2019 war er finnischer Finanzminister im Kabinett von Ministerpräsident Juha Sipilä sowie dessen Stellvertreter ab Juni 2017. Von der Parlamentswahl in Finnland 2019 bis Juni 2023 war er Oppositionsführer.

## Leben
Orpo studierte Politikwissenschaft an der Universität Turku. Vom 24. Juni 2014 bis 29. Mai 2015 war Orpo im Kabinett Stubb als Nachfolger von Jari Koskinen Minister für Landwirtschaft und Forsten. Im Kabinett Sipilä war er ab dem 22. Juni 2016 Nachfolger von Alexander Stubb im Amt des Finanzministers und ab dem 28. Juni 2017 auch stellvertretender Ministerpräsident. Bis zu seinem Ressortwechsel war er Innenminister. 2019 schied er aus dem Ministeramt aus. Bis 2023 war er Oppositionsführer im finnischen Parlament.
Im Juni 2016 setzte er sich beim Parteitag in Lappeenranta in einer Kampfabstimmung gegen Alexander Stubb als neuer Parteivorsitzender der Nationalen Sammlungspartei durch.
Bei der Parlamentswahl in Finnland 2023 wurde seine Nationale Sammlungspartei mit 20,8 Prozent stärkste Partei und er wurde mit der Regierungsbildung beauftragt, woraufhin er eine Koalition aus seiner Partei, der Partei Die Finnen, den Christdemokraten und der Schwedischen Volkspartei zusammenbrachte. Am 20. Juni 2023 wurde er schließlich zum Ministerpräsidenten gewählt.
Orpo heiratete 2003 zum zweiten Mal. Seine jetzige Frau, Niina Kanniainen-Orpo, hatte sowohl als Flugbegleiterin als auch als Rechtsanwältin gearbeitet, zuletzt war sie Mitarbeiterin der finnischen Einwanderungsbehörde. Das Paar hat zwei Kinder.